# Vco Azzurra TV
Vco Azzurra TV è un'emittente locale piemontese nata nel 1980. Inizialmente si chiamava Tele Vco 2000, poi venne rinominata Vco Azzurra Tv. La sede si trova a Fondotoce, frazione di Verbania, in via Montorfano.

## Storia
L'emittente si occupa principalmente di giornalismo e rubriche di approfondimento per quanto riguarda cronaca, attualità, colore e sport.
Dal 1980 direttore dell'emittente e del telegiornale è il giornalista Maurizio De Paoli.
Da anni trasmette quotidianamente le edizioni del telegiornale svizzero in lingua italiana prodotto e veicolato dall'emittente televisiva RSI La 1. 
A inizio 2017 era stato annunciato per l'autunno (al più tardi dicembre) dello stesso anno l'inizio delle trasmissioni in digitale terrestre di un'emittente tematica "sorella", il cui nome avrebbe dovuto essere "Lago Maggiore Channel"; in realtà ciò non è avvenuto e il progetto è rimasto limitato a semplici filmati turistici veicolati via web (YouTube, social network), con finestre di breve durata all'interno della programmazione di Vco Azzurra (rubrica "Meeting Point").
Con l'avvento del digitale terrestre, dal 2010 VCO ha trasmesso nella provincia del Verbano-Cusio-Ossola sul canale 19, e nelle province limitrofe (Novara, Varese, Milano, Como e l'alto Vercellese) su LCN 658. Dal 2022 è ricevibile in tutto il Piemonte al numero 17 del telecomando.